# 光鱥
光鱥（学名：Meda fulgida）为輻鰭魚綱鯉形目雅羅魚科的其中一種，被IUCN列為瀕危保育類動物，目前，分布在北美洲美國亞利桑那州聖佩德羅河的支流阿拉瓦帕溪、伊格爾溪、佛得河上游水系以及新墨西哥州的希拉河上游流域，本魚體細長且側扁，有一個相當尖的鼻子，大眼睛。背鰭起點位於腹鰭起點之後，有7條背鰭條，通常有9條臀鰭條，體上面呈橄欖灰色至淺棕色，側面有亮銀色，通常帶有藍色反光，背面和上面有黑色斑點和斑點，繁殖期的雄魚擁有壯觀、明亮、黃銅黃色的頭部和鰭，體長可達9.1公分，棲息在砂石底質的小溪或水塘生活習性不明，族群因水汙染、畜牧、森林砍伐、外來物種入侵等原因造成數量下降。